# Mark Greig
Mark Greig est un joueur canadien de hockey sur glace né le 25 janvier 1970 à High River en Alberta (Canada). Il est le frère du joueur de hockey, Bruce Greig.

## Carrière de joueur
Il a joué pour les Whalers de Hartford, une année avec les Maple Leafs de Toronto, une avec les Flames de Calgary et a fini sa carrière avec les Flyers de Philadelphie.
Il a été le choix de premier tour des Whalers (15e au total) en 1990.
Il est maintenant retraité après avoir seulement joué 125 matchs dans la LNH. Il a récolté 40 points, dont 13 buts et 27 passes dans sa carrière.

## Statistiques
Pour les significations des abréviations, voir Statistiques du hockey sur glace.
| Saison     | Équipe                    | Ligue      |     | Saison régulière | Saison régulière | Saison régulière | Saison régulière | Saison régulière |    | Séries éliminatoires | Séries éliminatoires | Séries éliminatoires | Séries éliminatoires | Séries éliminatoires |
| Saison     | Équipe                    | Ligue      | PJ  | B                | A                | Pts              | Pun              | PJ               | B  | A                    | Pts                  | Pun                  |                      |                      |
| 1986-1987  | Wranglers de Calgary      | LHOu       | 5   | 0                | 0                | 0                | 0                | --               | -- | --                   | --                   | --                   |                      |                      |
| 1987-1988  | Hurricanes de Lethbridge  | LHOu       | 65  | 9                | 18               | 27               | 38               | --               | -- | --                   | --                   | --                   |                      |                      |
| 1988-1989  | Hurricanes de Lethbridge  | LHOu       | 71  | 36               | 72               | 108              | 113              | 8                | 5  | 5                    | 10                   | 16                   |                      |                      |
| 1989-1990  | Hurricanes de Lethbridge  | LHOu       | 65  | 55               | 80               | 135              | 149              | 18               | 11 | 21                   | 32                   | 35                   |                      |                      |
| 1990-1991  | Indians de Springfield    | LAH        | 73  | 32               | 55               | 87               | 73               | 17               | 2  | 6                    | 8                    | 22                   |                      |                      |
| 1990-1991  | Whalers de Hartford       | LNH        | 4   | 0                | 0                | 0                | 0                | --               | -- | --                   | --                   | --                   |                      |                      |
| 1991-1992  | Indians de Springfield    | LAH        | 50  | 20               | 27               | 47               | 38               | 9                | 1  | 1                    | 2                    | 20                   |                      |                      |
| 1991-1992  | Whalers de Hartford       | LNH        | 17  | 0                | 5                | 5                | 6                | --               | -- | --                   | --                   | --                   |                      |                      |
| 1992-1993  | Indians de Springfield    | LAH        | 55  | 20               | 38               | 58               | 86               | --               | -- | --                   | --                   | --                   |                      |                      |
| 1992-1993  | Whalers de Hartford       | LNH        | 22  | 1                | 7                | 8                | 27               | --               | -- | --                   | --                   | --                   |                      |                      |
| 1993-1994  | Indians de Springfield    | LAH        | 4   | 0                | 4                | 4                | 21               | --               | -- | --                   | --                   | --                   |                      |                      |
| 1993-1994  | Maple Leafs de Saint-Jean | LAH        | 9   | 4                | 6                | 10               | 0                | 11               | 4  | 2                    | 6                    | 26                   |                      |                      |
| 1993-1994  | Maple Leafs de Toronto    | LNH        | 13  | 2                | 2                | 4                | 10               | --               | -- | --                   | --                   | --                   |                      |                      |
| 1993-1994  | Whalers de Hartford       | LNH        | 31  | 4                | 5                | 9                | 31               | --               | -- | --                   | --                   | --                   |                      |                      |
| 1994-1995  | Flames de Calgary         | LNH        | 8   | 1                | 1                | 2                | 2                | --               | -- | --                   | --                   | --                   |                      |                      |
| 1994-1995  | Flames de Saint-Jean      | LAH        | 67  | 31               | 50               | 81               | 82               | 2                | 0  | 1                    | 1                    | 0                    |                      |                      |
| 1995-1996  | Knights d'Atlanta         | LIH        | 71  | 25               | 48               | 73               | 104              | 3                | 2  | 1                    | 3                    | 4                    |                      |                      |
| 1996-1997  | Aeros de Houston          | LIH        | 59  | 12               | 30               | 42               | 59               | 13               | 5  | 8                    | 13                   | 2                    |                      |                      |
| 1996-1997  | Rafales de Québec         | LIH        | 5   | 1                | 2                | 3                | 0                | --               | -- | --                   | --                   | --                   |                      |                      |
| 1997-1998  | Griffins de Grand Rapids  | LIH        | 69  | 26               | 36               | 62               | 103              | 3                | 0  | 4                    | 4                    | 4                    |                      |                      |
| 1998-1999  | Flyers de Philadelphie    | LNH        | 7   | 1                | 3                | 4                | 2                | 2                | 0  | 1                    | 1                    | 0                    |                      |                      |
| 1998-1999  | Flyers de Philadelphie    | LAH        | 67  | 23               | 46               | 69               | 102              | 7                | 1  | 5                    | 6                    | 14                   |                      |                      |
| 1999-2000  | Flyers de Philadelphie    | LNH        | 11  | 3                | 2                | 5                | 6                | 3                | 0  | 0                    | 0                    | 0                    |                      |                      |
| 1999-2000  | Phantoms de Philadelphie  | LAH        | 68  | 34               | 48               | 82               | 116              | 5                | 3  | 2                    | 5                    | 6                    |                      |                      |
| 2000-2001  | Flyers de Philadelphie    | LNH        | 7   | 1                | 1                | 2                | 4                | --               | -- | --                   | --                   | --                   |                      |                      |
| 2000-2001  | Phantoms de Philadelphie  | LAH        | 74  | 31               | 57               | 88               | 98               | 10               | 6  | 5                    | 11                   | 4                    |                      |                      |
| 2001-2002  | Phantoms de Philadelphie  | LAH        | 66  | 22               | 37               | 59               | 105              | 5                | 0  | 4                    | 4                    | 6                    |                      |                      |
| 2002-2003  | Flyers de Philadelphie    | LNH        | 5   | 0                | 1                | 1                | 2                | --               | -- | --                   | --                   | --                   |                      |                      |
| 2002-2003  | Phantoms de Philadelphie  | LAH        | 73  | 30               | 44               | 74               | 127              | --               | -- | --                   | --                   | --                   |                      |                      |
| 2003-2004  | Hamburg Freezers          | DEL        | 52  | 14               | 23               | 37               | 44               | 11               | 5  | 6                    | 11                   | 10                   |                      |                      |
| 2004-2005  | Huskies de Kassel         | DEL        | 52  | 17               | 19               | 36               | 93               | --               | -- | --                   | --                   | --                   |                      |                      |
| 2005-2006  | Iserlohn Roosters         | DEL        | 46  | 21               | 21               | 42               | 46               | --               | -- | --                   | --                   | --                   |                      |                      |
| 2006-2007  | Iserlohn Roosters         | DEL        | 40  | 13               | 17               | 30               | 70               | --               | -- | --                   | --                   | --                   |                      |                      |
| Totaux LNH | Totaux LNH                | Totaux LNH | 125 | 13               | 27               | 40               | 90               | 5                | 0  | 1                    | 1                    | 0                    |                      |                      |